# Finale UEFA Europa League 2015
De UEFA Europa Leaguefinale van het seizoen 2014/15 was de zesde finale in de geschiedenis van het toernooi. De wedstrijd werd gespeeld op 27 mei 2015 in het Nationaal Stadion in Warschau. Titelverdediger Sevilla won met 3-2 van Dnipro Dnipropetrovsk. Door de zege werden de Spanjaarden recordhouder met vier eindoverwinningen.

## Organisatie
Op 23 mei 2013 koos het UEFA Executive Committee het Nationaal Stadion in Warschau als locatie voor de Europa Leaguefinale van 2015. Het was de eerste keer dat besloten werd om een Europese bekerfinale in Polen te organiseren.
Het stadion, tevens de thuishaven van het Pools voetbalelftal, werd meermaals gebruikt tijdens het EK 2012, dat door Polen en Oekraïne georganiseerd werd. Onder meer de halve finale tussen Duitsland en Italië vond plaats in het stadion.
In augustus 2014 werd de Pool Jerzy Dudek, oud-speler van onder meer Feyenoord en Liverpool, gekozen als ambassadeur van de finale. De gewezen doelman won in 2005 de Champions League met Liverpool. Hij werd toen de held van de avond door in de strafschoppenreeks de beslissende penalty van AC Milan-spits Andrij Sjevtsjenko te stoppen.

## Voorgeschiedenis
Voor Dnipro Dnipropetrovsk was het de eerste keer dat het in de finale van een Europees toernooi stond. Het was echter niet de eerste keer dat een Oekraïense club een Europese beker kon veroveren. Dynamo Kiev won in zowel 1975 als in 1986 de Europacup II. Die laatste finale was de eerste keer dat een Spaanse club het in een Europese finale moest opnemen tegen een Oekraïens team. Kiev won in dat duel met 3-0 van Atlético Madrid. In 2009 won Sjachtar Donetsk de UEFA Cup, de voorloper van de Europa League. De Oekraïners wonnen toen na verlengingen met 2-1 van Werder Bremen.
Sevilla kon voor het tweede jaar op rij de Europa League winnen. Het team van trainer Unai Emery versloeg in 2014 het Portugese Benfica in de finale. Een decennium eerder had Sevilla ook twee keer op rij de UEFA Cup veroverd. Sevilla won in 2006 en 2007 van respectievelijk Middlesbrough en Espanyol. De club werd daardoor net als Juventus, Internazionale en Liverpool recordhouder van de trofee.
Sevilla-trainer Unai Emery had de Europa League al eens gewonnen in 2014. Dnipro-coach Myron Markevych stond net als zijn club voor het eerst in de finale.

## Weg naar de finale

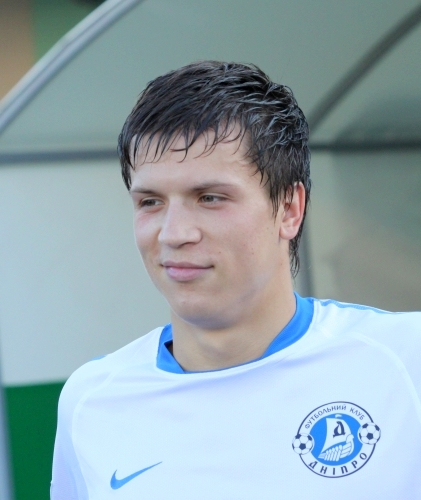
Een afstandsschot van Jevhen Konopljanka betekende in de achtste finale de doodsteek voor Ajax.

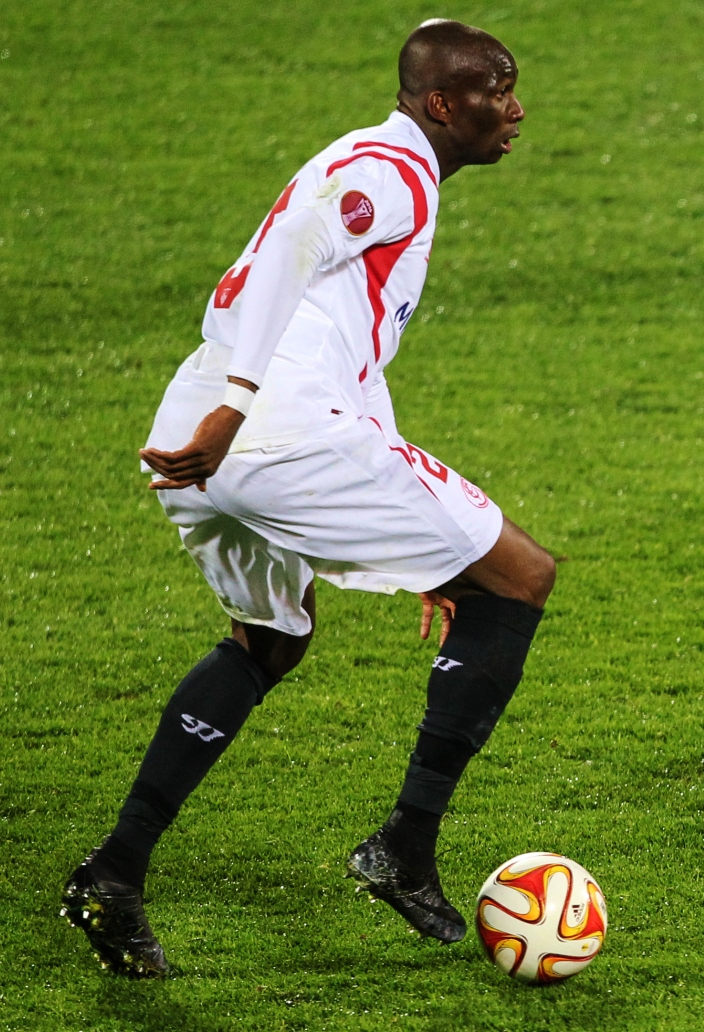
Stéphane M'Bia won in zijn tweede seizoen voor Sevilla voor de tweede keer de Europa League.

### Dnipro Dnipropetrovsk
Dnipro Dnipropetrovsk nam als Oekraïens vicekampioen deel aan de derde voorronde van de Champions League. De club werd uitgeschakeld door FC Kopenhagen (0-0, 2-0) en belandde zo in de laatste voorronde van de Europa League. Dnipro won in Kiev met 2-1 van Hajduk Split en had in de terugwedstrijd in Kroatië voldoende aan een scoreloos gelijkspel om zich te kwalificeren voor de groepsfase. In de eerste groepswedstrijd kregen de Oekraïners meteen de Italiaanse topclub Internazionale op bezoek. Dnipro hield lang stand, maar na de uitsluiting van Roeslan Rotan in de 67e minuut won Inter alsnog met 0-1. Nadien volgde een scoreloos gelijkspel tegen Saint-Étienne. Nikola Kalinić miste in dat duel een strafschop. Toen Dnipro vervolgens thuis ook verloor van FK Qarabağ (0-1) leek het elftal zo goed als uitgeschakeld. Maar Dnipro zette de scheve situatie nog recht. Het team ging in Baku met 1-2 winnen van Qarabağ dankzij twee treffers van Kalinić. Hoewel Dnipro nadien opnieuw verloor van Inter (2-1) bleef de club in het zog van Qarabağ en Saint-Étienne. Op de laatste speeldag won Dnipro met 1-0 van Saint-Étienne dankzij een doelpunt van Artem Fedetskyi. Omdat Qarabağ gelijkspeelde tegen Inter werd Dnipro tweede in zijn groep. In de tweede ronde volgde een tweeluik tegen Olympiakos. Dnipro, dat omwille van de Oekraïnecrisis geen Russische tegenstander kon loten tijdens het toernooi, won in Kiev met 2-0 via treffers van Dzjaba Kankava en Rotan. In Athene kwam Olympiakos al snel op voorsprong via Konstantinos Mitroglou, maar zorgde Fedetskyi ervoor dat score vrijwel meteen in evenwicht was. In de slotminuten scoorde zowel Olympiakos als Dnipro nog een keer (2-2). In de achtste finale volgde een confrontatie met Ajax, dat net als Olympiakos een ronde eerder uit de groepsfase van de Champions League kwam. Dnipro won in eigen land met het kleinste verschil dankzij een doelpunt van Roman Zozoelja. Een week later won Ajax met dezelfde score in Amsterdam, waardoor er verlengingen aan te pas kwamen. In die verlengingen gaf Jevhen Konopljanka Ajax de doodsteek. Hoewel de Amsterdammers uiteindelijk nog met 2-1 wonnen, was het Dnipro dat een ronde verder mocht. In de kwartfinale mochten de Oekraïners het opnemen tegen Club Brugge. Het duel in Brugge eindigde in een scoreloos gelijkspel. In de terugwedstrijd had Dnipro opnieuw voldoende aan een doelpunt om door te stoten. Yevhen Shakhov bezorgde zijn team in de 82e minuut de zege. In de halve finale stootte het team van trainer Myron Markevych op Napoli. De Italiaanse club leek in de heenwedstrijd de touwtjes in handen te hebben. Ze kwamen ook op voorsprong via David López, maar door een buitenspeldoelpunt van Seleznjov in de slotminuten keerde Dnipro toch nog met een goede uitgangspositie terug naar Oekraïne. Achteraf hield Napoli-voorzitter Aurelio De Laurentiis een vurige persconferentie waarin hij onder meer UEFA-voorzitter Michel Platini van partijdigheid beschuldigde. In de terugwedstrijd kopte Seleznjov op aangeven van Konopljanka het enige doelpunt tegen de netten (1-0).

### Sevilla FC
Titelverdediger Sevilla begon de groepsfase met een thuiswedstrijd tegen Feyenoord. De Spaanse club won met 2-0 dankzij doelpunten van Grzegorz Krychowiak en Stéphane M'Bia. Nadien volgde een uitwedstrijd tegen het bescheiden NK Rijeka. De Spanjaarden kwamen op voorsprong via Iago Aspas, maar na de uitsluiting van Timothée Kolodziejczak in de 52e minuut nam Rijeka het heft in handen. De Kroaten kwamen 2-1 voor en leken met de drie punten aan de haal te gaan, tot M'Bia in de 91e minuut nog voor de gelijkmaker zorgde (2-2). Ook in de derde wedstrijd, tegen Standard Luik, speelde Sevilla gelijk. In een gesloten wedstrijd bleef het 90 minuten lang 0-0. Twee weken later volgde de tweede confrontatie tegen Standard. Ditmaal won Sevilla overtuigend met 3-1 dankzij doelpunten van Kevin Gameiro, José Antonio Reyes en Carlos Bacca. In de volgende wedstrijd raakte Sevilla de leidersplaats kwijt aan Feyenoord. De Rotterdammers wonnen in de De Kuip met 2-0. Op de slotspeeldag verzekerde Sevilla zich van een plaats in de volgende ronde door met het kleinste verschil te winnen van Rijeka. Denis Suárez scoorde na 20 minuten het enige doelpunt van de wedstrijd. In de tweede ronde schakelde Sevilla de Duitse subtopper Borussia Mönchengladbach uit. In de heenwedstrijd in Spanje werd het 1-0 via Vicente Iborra. In de terugwedstrijd bracht zowel Bacca als Vitolo zijn team op voorsprong, maar de Duitsers wisten de voorsprong telkens weer uit. In de slotminuten scoorde Vitolo een tweede keer, waardoor Sevilla ook de terugwedstrijd won (2-3). In de achtste finale volgde een dubbele confrontatie tegen de landgenoten van Villarreal. Sevilla nam meteen een optie op de volgende ronde door de heenwedstrijd met 1-3 te winnen. Villarreal, M'Bia en Gameiro zorgden in minder dan een uur spelen voor de riante voorsprong. In de terugwedstrijd in Sevilla liet het team van trainer Unai Emery zich niet meer verrassen. Via treffers van Iborra en Suárez won Sevilla met 2-1. In de kwartfinale moest Sevilla het in april 2015 twee keer opnemen tegen Zenit Sint-Petersburg. De Russische club kwam in de heenwedstrijd 0-1 voor via Aleksandr Rjazantsev, maar late goals van Bacca en Suárez zorgden ervoor dat Sevilla alsnog won (2-1). Ook de terugwedstrijd op de doorweekte grasmat van het Petrovskistadion werd een spannend duel. Bacca bracht zijn team al na zes minuten op voorsprong via een strafschop. Vervolgens leken José Salomón Rondón en Hulk met elk een treffer verlengingen af te dwingen. Maar in de slotminuten sloeg Gameiro toe. De Fransman bezorgde zijn team met een gekruist schot een plaats in de halve finale. In die halve finale kende Sevilla weinig problemen met Fiorentina. Met een doelpunt voor en na de rust bezorgde Aleix Vidal zijn team een verdiende voorsprong. In het slotkwartier maakte invaller Gameiro de klus af (3-0). Ook de terugwedstrijd in Firenze eindigde in een overwinning voor Sevilla. Via Bacca en Daniel Carriço werd het 0-2 voor de Spanjaarden.

## Wedstrijd

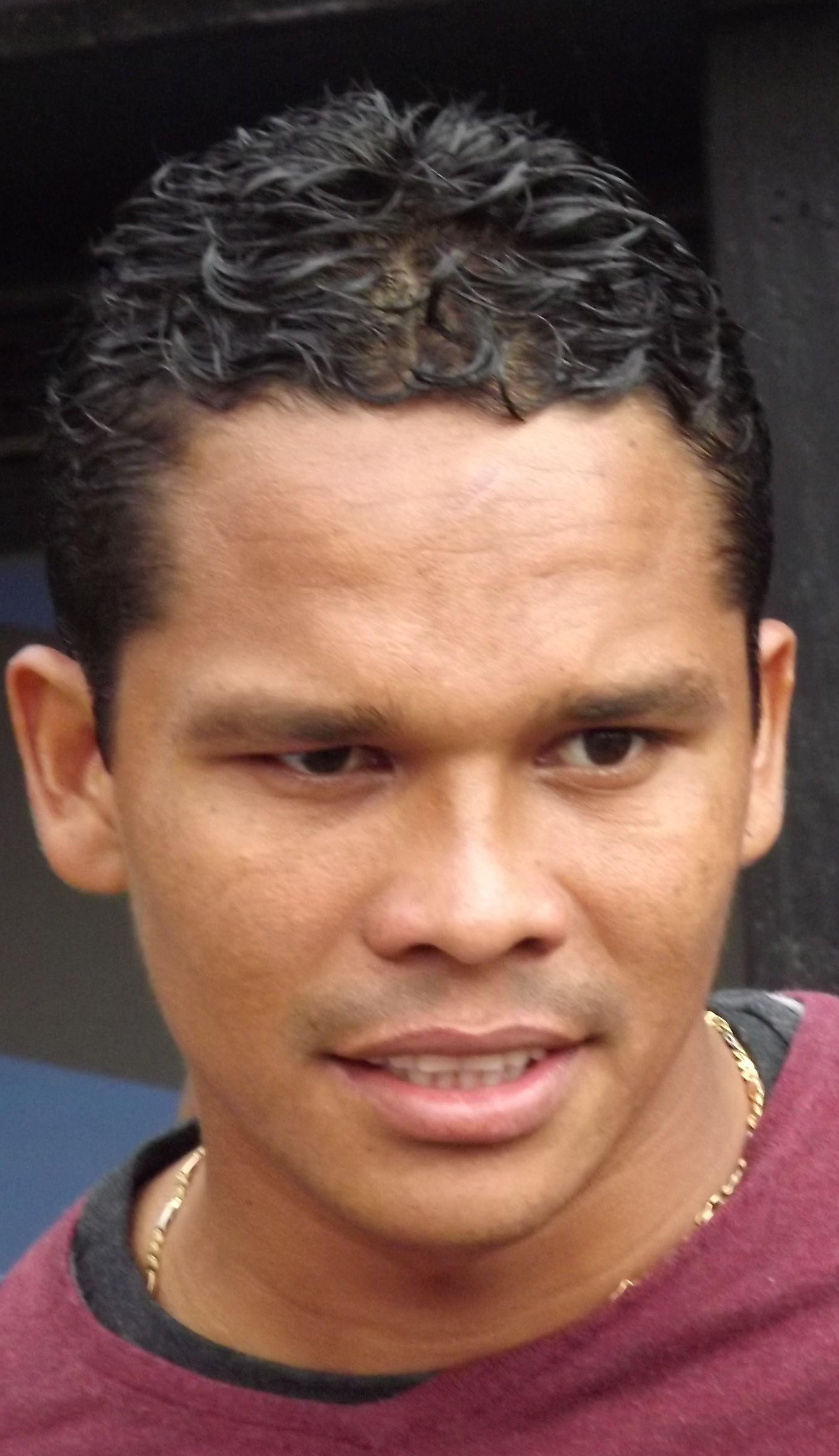
De Colombiaan Carlos Bacca scoorde twee keer in de finale.

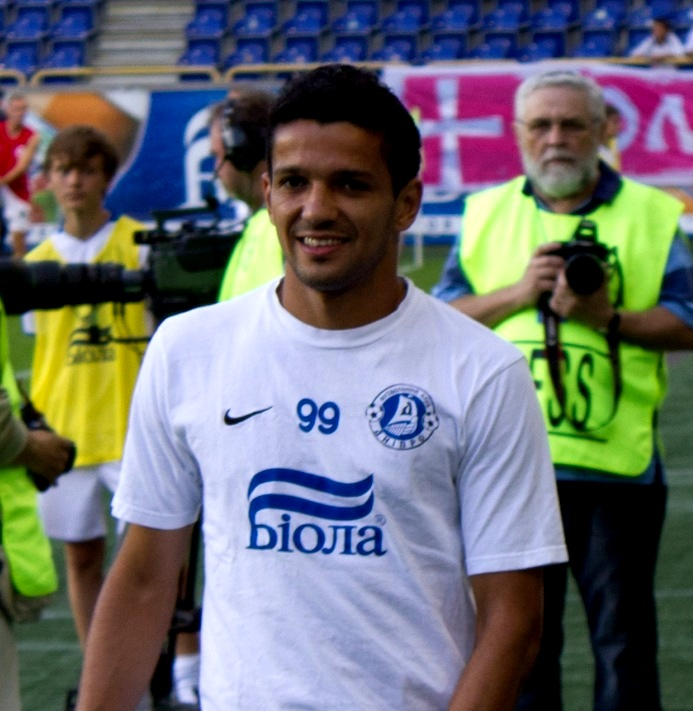
Matheus raakte in de tweede helft buiten bewustzijn na een stevige botsing.

### Wedstrijdverslag

#### Eerste helft
Na zo'n vijf minuten wilde Sevilla een strafschop voor een overtreding van Roeslan Rotan op José Antonio Reyes, maar de Engelse scheidsrechter Martin Atkinson legde de bal niet op de stip. Niet veel later sloeg Dnipro Dnipropetrovsk genadeloos toe. Een lange bal werd door spits Nikola Kalinić doorgekopt naar Matheus, die de bal meteen voor het Spaanse doel trapte. Daar kopte Kalinić zelf het leer voorbij doelman Sergio Rico: 1-0. Sevilla nam na het openingsdoelpunt het heft in handen, maar grote kansen leverde dat niet op. In de twintigste minuut plaatste Reyes een afstandsschot net naast het doel van Dnipro-doelman Denys Boyko. Vijf minuten later was Sevilla opnieuw gevaarlijk. Grzegorz Krychowiak kopte een hoekschop hard richting de grond, maar Boyko kon met een duiksprong de gelijkmaker voorkomen. Niet veel later werd Reyes na een snelle vrije trap vrijgespeeld in het strafschopgebied, maar zijn schot werd in extremis nog geblokt door Dzjaba Kankava. De daaropvolgende hoekschop leverde wel een doelpunt op. De bal viel voor de voeten van Krychowiak, die met een lage schuiver Boyko verraste: 1-1. Ook na de gelijkmaker bleef Sevilla aanvallend spelen. Na een half uur mocht Carlos Bacca na een steekpass van Reyes alleen op Boyko afstormen. De Colombiaanse spits omspeelde de doelman en schoof de bal in het lege doel: 1-2. Na 37 minuten was ook Dnipro nog eens gevaarlijk. Linksbuiten Jevhen Konopljanka sneed naar binnen en krulde het leer met zijn rechter naar de verste bovenhoek, maar Sergio Rico kon het schot nog met zijn vingertoppen over het doel tikken. In de slotminuten van de eerste helft ging Dnipro op zoek naar de gelijkmaker. Sevilla kon wel nog eens een tegenaanval opzetten. Rechtsachter Aleix Vidal snelde mee naar voren, maar zag zijn afstandsschot over het doel vliegen. Net voor het rustsignaal werd er net buiten het strafschopgebied een overtreding gemaakt op Matheus. Aanvoerder Roeslan Rotan krulde de daaropvolgende vrije trap over de muur in doel: 2-2.

#### Tweede helft
Aan het begin van de tweede helft werd Bacca opnieuw na een steekpass op het doel van Dnipro afgestuurd, maar de assistent-scheidsrechter oordeelde dat het buitenspel was. Aanvankelijk nam Sevilla opnieuw het heft in handen, terwijl Dnipro vooral op de counter loerde. Na 58 minuten voerde Sevilla-trainer Unai Emery een eerste wissel door. Aanvoerder Reyes ging naar de kant, in zijn plaats kwam Coke, die ook de aanvoerdersband overnam. Enkele minuten later kreeg Sevilla een nieuwe kans. Stéphane M'Bia sprong bij een hoekschop het hoogst, maar kon zijn kopbal niet laag houden. Na 66 minuten kon Sevilla opnieuw dreigen via een hoekschop. Maar een snelle reflex van Boyko kon een derde Spaanse treffer voorkomen. Vervolgens voerde ook Myron Markevych een eerste wissel door; Roman Bezoes kwam in de plaats van Valeri Fedortsjoek. Twee minuten later ontsnapte Dnipro opnieuw aan een strafschop. Vitolo snelde zijn bewaker voorbij en viel na een licht contact op de grond. Atkinson oordeelde net als in de eerste helft dat het geen strafschop waard was. In de 72e minuut was het dan toch raak voor Sevilla. Vitolo profiteerde van een slechte controle van Kankava en tikte de bal door naar Bacca, die het leer zonder aarzelen voorbij Boyko plaatste. Met nog iets meer dan tien minuten te spelen, mocht Jevhen Seleznjov invallen voor doelpuntenmaker Kalinić. Sevilla kwam nadien nog eens dicht bij een doelpunt. De vrijstaande Bacca verlengde een voorzet via zijn schouder richting het doel, maar Boyko kon de poging met wat geluk nog over zijn doel tikken. Enkele minuten later werd de Colombiaan vervangen door Kévin Gameiro. In de slotminuten voerde Markevych zijn laatste wissel door; Kankava ruimde plaats voor Yevhen Sjakhov. Niet veel later ging bij Sevilla Éver Banega naar de kant voor Vicente Iborra. Net op dat ogenblik stuikte Matheus op het veld in elkaar. De Braziliaan was even daarvoor tijdens een kopduel met de slaap tegen een speler van Sevilla gebotst. Matheus werd van het veld gedragen, waardoor Dnipro de wedstrijd moest eindigen met tien spelers. Desondanks gingen de Oekraïners in de slotminuten op zoek naar een nieuwe gelijkmaker. Sevilla hield stand en kreeg in de toegevoegde tijd via Coke zelfs nog een kans om verder uit te lopen, maar de invaller kon zijn schot niet laag houden.

### Wedstrijddetails
|                         |                       |         |                               |                                                                                             |
| 27 mei 2015 20:45 UTC+2 | Dnipro Dnipropetrovsk | 2 – 3   | Sevilla FC                    | Nationaal Stadion, Warschau Toeschouwers: 45.000 Scheidsrechter: Martin Atkinson (Engeland) |
| 27 mei 2015 20:45 UTC+2 | Kalinić 7' Rotan 44'  | Verslag | 28' Krychowiak 31', 72' Bacca | Nationaal Stadion, Warschau Toeschouwers: 45.000 Scheidsrechter: Martin Atkinson (Engeland) |

| Dnipro | Sevilla |

| Dnipro Dnipropetrovsk: |    |                        |           |
|                        |    |                        |           |
| GK                     | 71 | Denys Boyko            |           |
| RB                     | 44 | Artem Fedetskyi        |           |
| CB                     | 23 | Douglas                |           |
| CB                     | 14 | Jevhen Tsjerberjatsjko |           |
| LB                     | 16 | Léo Matos              | 83'       |
| CM                     | 7  | Dzjaba Kankava         | 17' 85'   |
| CM                     | 25 | Valerij Fedortsjoek    | 68'       |
| RW                     | 99 | Matheus                |           |
| AM                     | 29 | Roeslan Rotan          | 75'       |
| LW                     | 10 | Jevhen Konopljanka     |           |
| CF                     | 9  | Nikola Kalinić         | 45+2' 78' |
| Wisselspelers:         |    |                        |           |
| DF                     | 2  | Alexandru Vlad         |           |
| FW                     | 11 | Jevhen Seleznjov       | 78'       |
| GK                     | 16 | Jan Laštůvka           |           |
| MF                     | 19 | Roman Bezoes           | 68' 70'   |
| MF                     | 20 | Bruno Gama             |           |
| MF                     | 24 | Valerij Loetsjkevytsj  |           |
| MF                     | 28 | Jevhen Sjachov         | 85'       |
| Coach:                 |    |                        |           |
| Myron Markevytsj       |    |                        |           |

| Sevilla FC:    |    |                        |         |
|                |    |                        |         |
| GK             | 29 | Sergio Rico            |         |
| RB             | 22 | Aleix Vidal            |         |
| CB             | 6  | Daniel Carriço         | 62'     |
| CB             | 15 | Timothée Kolodziejczak |         |
| LB             | 2  | Benoît Trémoulinas     |         |
| CM             | 25 | Stéphane M'Bia         |         |
| CM             | 4  | Grzegorz Krychowiak    | 45+1'   |
| RW             | 10 | José Antonio Reyes     | 58'     |
| AM             | 19 | Éver Banega            | 87'     |
| LW             | 20 | Vitolo                 |         |
| CF             | 9  | Carlos Bacca           | 73' 74' |
| Wisselspelers: |    |                        |         |
| DF             | 3  | Fernando Navarro       |         |
| DF             | 5  | Diogo Figueiras        |         |
| FW             | 7  | Kévin Gameiro          | 73'     |
| MF             | 12 | Vicente Iborra         | 87'     |
| GK             | 13 | Beto                   |         |
| MF             | 17 | Denis Suárez           |         |
| MF             | 23 | Coke                   | 58'     |
| Coach:         |    |                        |         |
| Unai Emery     |    |                        |         |

Overige Europese Bekertoernooien: UEFA Champions League · UEFA Europa Conference League · UEFA Super Cup · Europacup I (Beker der Landskampioenen) · Europacup II (Beker der Bekerwinnaars) · UEFA Intertoto Cup